# 李鸿樾
李鸿樾（1896年—1974年）湖南浏阳三口乡筱野垅村人，中国教育家。

## 生平
其伯祖父李兴锐曾任两江总督。5岁读私塾，民国八年(1919年)毕业于湖南省立第一师范，是毛泽东的学弟，民国十四年(1925年)就读于清华学校(今清华大学)研究院，第二年毕业。因为毕业文凭居中有校长曹云祥、教务长梅贻琦、导师王国维、梁启超、陈寅恪、赵元任、李济等历史名人的签章而受捧，被网友称为“史上最强的毕业证书”。
李鸿樾毕业之后，相继在湖南省立一师、浏阳公学、长郡中学等校任教。在浏阳县立中学执教时，曾资助胡耀邦、杨勇等贫苦学生。从1939年起，先后出任浏阳简略单纯村落师范黉舍、浏阳狮山中黉舍长。中华人民共和国建立后，先后执教于浏阳一中、三口农业中学。1962年底，时任团中央第一书记的胡耀邦挂职回湖南工作时代，曾与恩师李鸿樾叙旧。